# OTA
OTA, De forenede Havre- & Rismøller, A/S (oprindeligt Avena) er en dansk havregrynsproducent, kendt for produktet OTA Solgryn. Virksomheden var den første og mest kendte danske havregrynsproducent. Den blev grundlagt under navnet Avena i Maribo i 1898 og flyttede siden i 1913 til Nakskov, fra 1915 under navnet OTA. 
I 1930 blev virksomheden solgt til den amerikanske morgenmadskoncern Quaker Oats Company. Produktionen af havregryn fortsatte dog i Nakskov indtil 1990, hvorefter produktionsanlægget der skiftede navn til Nakskov Mill Foods og fremstillede andre kornprodukter. I 2002 blev Nakskov Mill Foods købt af den danske fødevarekoncern KOFF, der i 2019 desuden købte varemærket OTA Solgryn. De to videreføres i dag som en del af virksomheden Crispy Food.
OTA er i Danmark et meget kendt varemærke, ikke mindst på grund af en række populære reklamekampagner i tidens løb. I mellemkrigstiden blev virksomhedens udgivelser af de såkaldte OTA-bøger med i alt 160 forskellige titler således nogle af periodens mest læste børnebøger.

## Historie

### Starten
Virksomheden blev grundlagt i 1898 i Maribo under navnet Avena, som betyder "havre" på latin. Indtil dette tidspunkt havde der ikke været fremstillet havregryn i Danmark, og produktet var ikke kendt som et morgenmadsprodukt. Der blev importeret havregryn fra Skotland, Tyskland og USA, men de blev i høj grad brugt som grødomslag i sygdomstilfælde. Christian Sonne, der var forpagter af Knuthenborgs avlsgård, fik ideen til at påbegynde en dansk havregrynsproduktion og stiftede sammen med fire andre selskabet "Fabriken AVENA". Medstifterne var professor Westermann, købmand Carl Qvade, ingeniør Wærum og professor Goldschmidt, som hver indskød 4.000 kr. i kapital. Til at lede fabrikken ansatte de den unge disponent Andreas Boesen. Han arbejdede på det tidspunkt i Skotland, hvor han blandt andet havde fået kendskab til moderne havregrynsproduktion. Boesen skulle forblive virksomhedens leder de næste 40 år.
Virksomheden købte Maribos østre mølle, en ældre mølle uden vinger, der lå syd for Østergade og øst for den nuværende Refshalevej. Man opførte en bygning ved møllehuset, tilsluttede et lokomobil til at drive værket og påbegyndte produktionen i 1898. Efter et år var kapitalen brugt, men fire af stifterne troede fortsat på ideen og indskød yderligere 20.000 kr. i fabrikken. Man påbegyndte en større reklamekampagne for at gøre havregryn kendt og attraktivt som spise, hvor man blandt andet udnyttede, at 400 læger anbefalede havregryn som sundt og nærende. Efterhånden blev "Avena-Gryn" et landskendt varemærke.

### Flytning til Nakskov og navneskift til OTA
I 1913 nedbrændte møllen og fabrikken imidlertid. Da man allerede havde haft overvejelser om at flytte produktionen til en havn, hvilket ville gøre transporten af både råvarer og færdigvarer billigere, blev det besluttet at opføre et nyt produktionsanlæg i Nakskov på den gamle Marienlyst Dampmølles grund. Her fortsatte virksomheden altså sin drift. Resterne af møllen i Maribo blev siden sprængt i luften som filmkulisse i en af Ole Olsens film. Vejnavnet Avenavej i Maribo vidner fortsat om møllens eksistens. Også i Nakskov ligger der i dag en Avenavej, der er opkaldt efter virksomheden.
Fabrikken havde søgt om navnebeskyttelse af varemærket "Avena" for at forhindre, at successen skulle blive kopieret. Ansøgningen, der endte i Højesteret, blev imidlertid afslået, da retten ikke mente, at man kunne beskytte et alment ord fra et sprog, og avena er det latinske ord for havre. Virksomheden ønskede derpå at skifte navn til et andet varemærke, hvilket ofte er en bekostelig affære. Virksomheden valgte imidlertid at gøre selve navneændringen til en markedsføringsbegivenhed, idet de i en række annoncer i landets aviser udskrev en landsdækkende konkurrence bad landets husmødre om at finde på et nyt navn. Kun kvinder kunne indsende forslag, og vinderen ville modtage 200 kr. som en livrente, altså  årligt i resten af sit liv. Der kom over 20.000 forslag i de tre måneder, konkurrencen varede. Fire forskellige havde foreslået "OTA", som var en ombytning af ordene i det engelske ord for havre oat. 1. februar 1915 blev der trukket lod mellem de fire om præmien, som blev vundet af Alma Rasmussen fra Holmstrup Station. Og dermed var fabrikkens nye navn OTA født.
I 1919 brændte fabrikken i Nakskov. Ledelsen besluttede egentlig at flytte fabrikationen til Islands Brygge i København, hvor man allerede havde en kontorbygning, og solgte grunden i Nakskov til byens skibsværft; men nærmere sonderinger viste, at i situationen lige efter første verdenskrig ville det tage for lang tid, inden en ny produktionslinje i København kunne etableres. Man ændrede derfor planer og ændrede det hidtidige interessentskab til et aktieselskab med 2 millioner kroner i aktiekapital, hvor også ØK med nakskovitten H.N. Andersen i spidsen var med. Grunden i Nakskov blev købt tilbage fra skibsværftet, og et nyt moderne produktionsanlæg i fem etager med både en havremølle og en rismølle blev etableret. ØK leverede risene fra Asien på sine egne skibe. Det var Danmarks første rismølle.

### På udenlandske hænder
I 1930 blev OTA opkøbt af den amerikanske morgenmadskoncern Quaker Oats Company, og tre år senere blev OTA Solgryn, der ikke indtil da havde været brugt som navn på pakkerne, lanceret som registreret varemærke. Produktionen af blandt andet havregrynene fortsatte de næste mange år i Nakskov, men i 1990 blev den flyttet til England. Fabrikken i Nakskov lukkede dog ikke helt, men fortsatte under navnet Nakskov Mill Foods, hvor der fortsat var en produktion af andre morgenmadsprodukter. I 2001 blev Quaker Oats Company opkøbt af PepsiCo, koncernen bag Pepsi Cola.

### Crispy Food
I 2002 købte den familieejede danske koncern KOFF Nakskov Mill Foods, og i 2019 købte fødevarevirksomheden Crispy Food i Gørlev, der også er en del af KOFF-koncernen, OTA Solgryn, der dermed kom tilbage på danske hænder. Året efter fusionerede Nakskov Mill Foods med Crispy Food under det nye navn Crispy Food Nordic. Fra november 2000 pakkede man igen havregrynspakkerne til Solgryn på koncernens fabrik i Nakskov.

## OTAs reklamekampagner
OTA har været kendt for mange kreative og populære reklamekampagner, når varerne skulle afsættes. I årene 1924-1942 udgav OTA børnebogserien, der er kendt som OTA-bøgerne, og som viste sig at være en markedsføringsmæssig genistreg. I alt udkom der 160 bøger i serien med dramatiske og opbyggelige historier fra dyreriget, Danmarkshistorien og eksotiske land, som man kun kunne få ved at samle mærker, der lå i OTA Solgryn-pakkerne. Børnene kunne enten indsende mærkerne eller gå ud til Islands Brygge og aflevere dem for at få deres bøger. Bøgerne blev tilsammen udgivet i mere end 1,2 millioner eksemplarer og udgjorde en væsentlig del af børnenes og de unges litteratur i perioden. Mange af historierne var skrevet af OTA-direktør Andreas Boesens to døtre Ulrikka Eleonora Nørgaard og Caja Gudrun Boesen under det fælles pseudonym Ada Hensel.
I 1950'erne viste OTA i biograferne og senere i fjernsynet en række populære reklamefilm for OTA Solgryn med "professor Vitalius Sørensen", spillet af skuespilleren Helge Kjærulff-Schmidt. I 2007 var det fodboldspilleren Michael Laudrup, der reklamerede for OTA Solgryn i fjernsynsreklamer.
I 1965-1967 fandt OTA på at putte et flagspil i pakkerne med OTA Solgryn og Poppi.
Såvel Avenavej i Maribo som i Nakskov er opkaldt efter det oprindelige fabriksnavn.